# Ingemar Lindahl
Ingemar Lindahl, född 1946, är en svensk författare och diplomat.

## Biografi
Lindahl debuterade som poet 1965 och har givit ut diktsamlingar, romaner samt biografier om Nils Dardel och Thora Dardel. Fram till år 2012 var han Sveriges ambassadör i Nicosia, Cypern. I mars 2019 tilldelades Lindahl det Zibetska priset av den Svenska Akademien.
Han är sedan 1989 gift med koreografen Andromachi Dimitriadou Lindahl.

## Utmärkelser
- Riddare av Norska Sankt Olavs orden, 1 juli 1973.[2]

### Översättning
- 1965 – Lennon, John. På eget sätt (In his own write). Översättning: Peter Curman, Ingemar Lindahl. Stockholm: Wahlström & Widstrand. Libris 2129716